# حماسه نرت

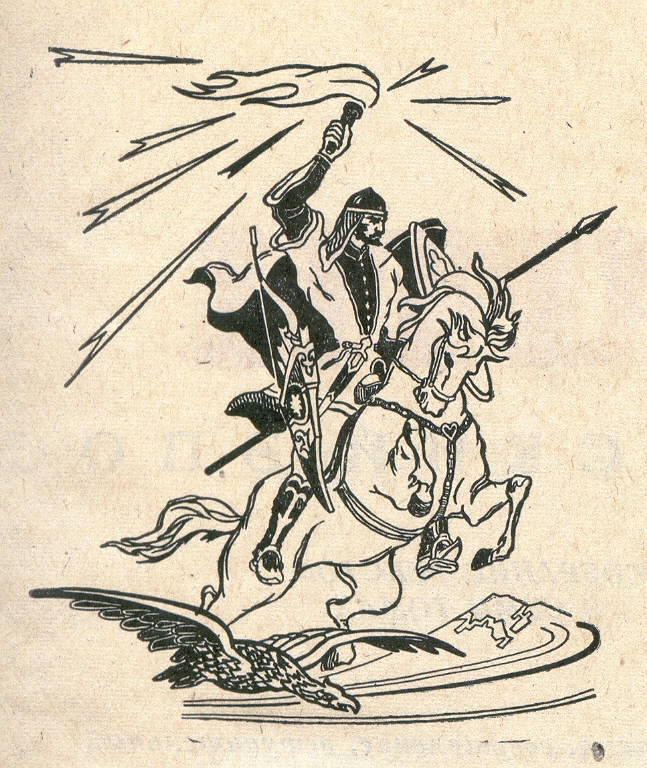
نگاره‌ای از یل‌نامهٔ نرت.

حماسهٔ نَرت یا نارت نامه (به زبان آسی: Нарты кадджытæ، آوایش: نارتی کادْجیته) نام رزمنامه میهنی مردم ایرانی‌تبار اوستیا است.
نگاشته‌های گوناگونی از رزمنامه نرت در میان تبارهای قفقاز شمالی دردست است.
هسته و ریشه ایرانی این داستان‌ها در شمال باختری قفقاز به جای مانده که در گذر زمان برخی نمادهای قفقازی نیز به آن افزوده شده‌است.
نام نرت از ریشه ایرانی نَر به معنی مرد و پهلوان می‌باشد.

## شخصیت‌ها
- سوسلان

از بزرگ‌ترین جنگجویان نارت، تقریباً مانند رستم شاهنامه
- پاتراز

بزرگ‌ترین جنگجو و رهبر نارت‌ها
- شاتانا

مادر نارت‌ها، نماد مادرسالاری
- زراسه

دختر خدای دریا
- شیردون

شخصیتی حیله‌گر همچون لوکی از خدایان اسکاندیناوی

## نمونه‌های نسخه‌های گوناگون
- نسخه چرکسی

اگر زندگیمان کوتاه است، پس بگذار بلندآوازه باشیم
نارتان دلیر، نیرومند، جسور و پاکدل بودند. این چنین زیستند تا اینکه خداوند چلچله‌ای فروفرستاد.
چلچله پرسید: "ای نارتان، آیا می‌خواهید کم‌شمار باشید، با زندگانی‌ای کوتاه، ولی نامور و پرآوازه باشید و دلیریتان همیشه الگو و زبانزد بماند؟ یا اینکه پرشمار باشید، هر چه می‌خواهید بخورید و بنوشید، همگی زندگانی‌ای بلند داشته باشید، ولی هرگز مزهٔ نبرد یا شکوه را نچشید؟"
سپس نارتان بدون رایزنی در مهستان، بی‌درنگ، پاسخ دادند: "ما نمی‌خواهیم چون گاو و گوسپند باشیم. نمی‌خواهیم فرزندان بسیار بیاوریم. می‌خواهیم با بزرگی و ارجمندی زندگی کنیم."
"اگر زندگیمان کوتاه است،
پس بگذار بلندآوازه باشیم!
از راستی دور نشویم!
بگذار راهمان دادگری باشد!
غم را نشناسیم!
بیا تا در آزادی زندگی کنیم!"
چنین بود که آنان کم‌شماری، دراِزای دلیری و شهامت را برگزیدند. این پاسخی بود که از چلچله خواستند تا به خداوند بازگوید. پس همیشه درمیان مردم نامور ماندند. نارت‌زادگان نوادگان آنها هستند.
- نسخه آبازی

زمانه نارتان
نارتان در نارتستان درمیان دره‌های دو رودخانهٔ کوبان و اینگوری جای داشتند. آزاد می‌زیستند و از کسی یاری نمی‌خواستند. درمیانشان آینده‌بینانی بودند که با لوبیای گل آینده را می‌دیدند، پیشگویانی که ابزار پیشگویی‌شان استخوان شانه بود، همچنین جادوگران و کسان دیگر.
افسانه‌ها می‌گویند، درمیان آنان کسی که دلسوز تنگ‌دستان بود، شُشلان بود. افسانه‌ها نه از شمار اندک، که دربارهٔ بسیاری از کارهای شگفت او، از گره‌گشایی‌ها و دادودهش او، و دربارهٔ نگرانی‌اش برای مردم و تلاشگری او سخن می‌گویند.
گورستان نارتان
مردم که به جایگاه دفن نارتان رسیدند، ذرت، گندم، ارزن، و جو دیدند، و شگفت‌زده شدند.
چرایی چیزی که دیدند این است. نارتان را که به خاک می‌سپردند، شماریشان دوست داشتند بر سر گورشان ذرت کاشته شود، شماری هم گندم و جو. چیزهای زیادی از آن‌جا رویید و مردم با خودشان بردند. ولی باز آن دانه‌ها را آن‌جا یافتند؛ زیرا کسی که می‌مرد، آن دانه‌ها را به نشان غم به آن‌جا می‌آوردند. مگر ما نیز وقتی کسی می‌میرد، بر سر گور خوراک نمی‌آوریم؟ این همان کاری است که نارتان هنگام مرگ یکی از خود انجام می‌دادند. وقتی کسی می‌مرد، خواه برادر یا یکی از خویشان، کسی از قبیله به‌نشانهٔ اندوه می‌آورد. گاهی هم، ارزن بود، گاهی هم، جو یا جو دوسر. چنین بود که مردم این دانه‌ها را شناختند.
- نسخه آسی

زادن زَراسه شاتانا را
سالی از پیوند گُرگک و زَراسه بگذشت. گرگک بمرد، و زَراسه تنها سالی یا کمی بیشتر پس از او بزیست. زراسه پیش از مرگ دو پورش را فراخواند و به آنان گفت: «به هنگام مرگم، باید سه شب نخست را بر پیکرم نگاهبانی دهید، چراکه من در سیج باشنده‌ای نیرومندم که سوگند یاد کرده تا نگذارد در سرزمین مردگان بیارامم.»
سپس بمرد، و پیکرش را در سردابه نهادند.
شب نخست سررسید. گُرازمَک زره بر تن کرد، تیر و کمان خود برگرفت، به درِ سردابه ایستاد، و تا فرارسیدن بامداد نگاهبانی داد. شب دوم نیز چنین کرد. در شب سوم خامیس به برادرش گرازمک گفت: «مادرمان ما را باهم پرورد، پس بگذار امشب من بر پیکرش نگاهبانی دهم.»
ترجمه شایان جوادی